# Esperanza Grases
Esperanza Grases (Barcelona, 21 de julio de 1920 - † 22 de noviembre de 1995) fue una actriz española.

## Biografía

### Teatro
Nacida en una familia de actores, pronto se incorporó a la común labor familiar y comenzó a participar en el Grupo de Teatro de sus padres. Más adelante, se incorpora a la Compañía de Los Cuatro Ases, con la que recorre distintos escenarios de España y América. Finalmente, llegó a formar parte de las Compañías de los Teatros de Bellas Artes y del María Guerrero. Interpreta, entre otras, obras como Y amargaba, de Jacinto Benavente, Rómulo el grande,  de Friedrich Dürrenmatt, Historia de una escalera, Casi un cuento de hadas, Madrugada (las tres de Buero Vallejo), Veinte y cuarenta, de José López Rubio, El caso de la señora estupenda, de Miguel Mihura, La boda de la chica y No hay novedad, Doña Adela, ambas de Alfonso Paso, El caballero de las espuelas de oro y Corona de amor y muerte (1966), ambas de Alejandro Casona, La importancia de llamarse Ernesto (1953), de Oscar Wilde, Doña Rosita, la soltera, de García Lorca, Doña Clarines, de los Hermanos Álvarez Quintero, El gran minué, de Víctor Ruiz Iriarte, Los cuernos de don Friolera, de Valle-Inclán o El hombre, la bestia y la virtud, de Luigi Pirandello.

### Cine
En cine debutó en 1948 con La otra sombra, de Eduardo García Maroto, seguida con Catalina de Inglaterra (1951), de Arturo Ruiz Castillo. Solo intervino en cinco títulos más: Una tal Dulcinea (1963), de Rafael J. Salvia, La chica del gato (1964), de Clemente Pamplona, Isidro, el labrador (1964), La cesta (1965), (estas dos últimas de nuevo de Rafael J. Salvia) y casi treinta años después, y ya en plena popularidad, El amante bilingüe (1993), de Vicente Aranda.

### Televisión
La popularidad le llegaría al final de sus días, cuando intervino como secundaria en la exitosa serie emitida por Antena 3 Farmacia de guardia (1991-1995), de Antonio Mercero, dando vida a Doña Paquita, la clienta más asidua, despistada y entrañable de la botica regentada por Lourdes Cano (papel interpretado por Concha Cuetos).